# Anoectochilus albomarginatus
Anoectochilus albomarginatus là một loài thực vật có hoa trong họ Lan. Loài này được Loudon mô tả khoa học đầu tiên năm 1855.